# Colophospermum mopane
Colophospermum mopane là một loài thực vật có hoa trong họ Đậu. Loài này được (Benth.) Leonard miêu tả khoa học đầu tiên.

## Hình ảnh

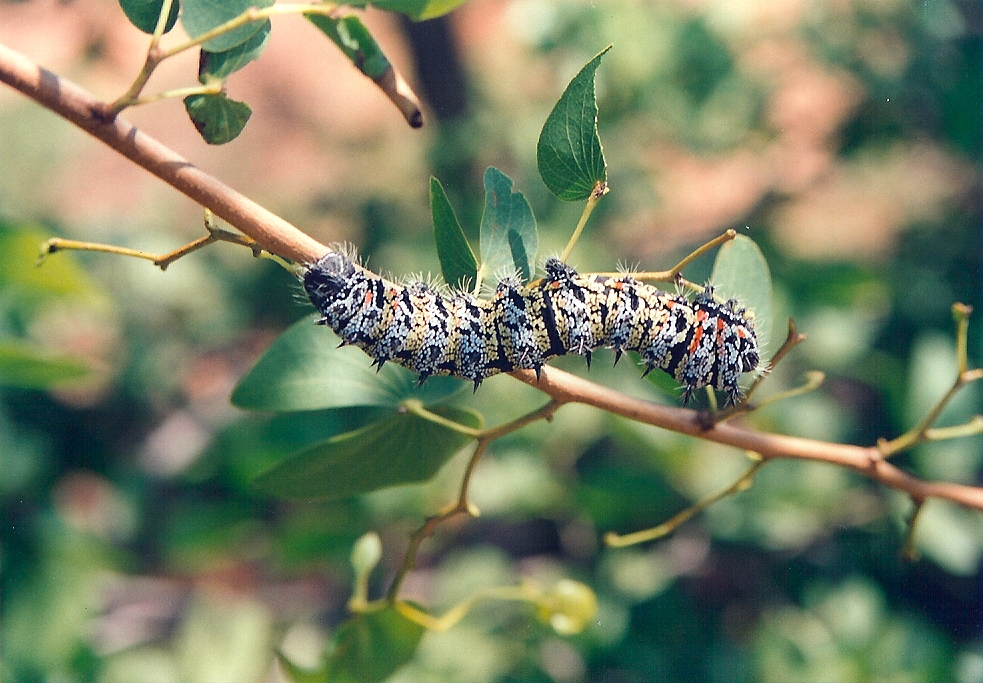
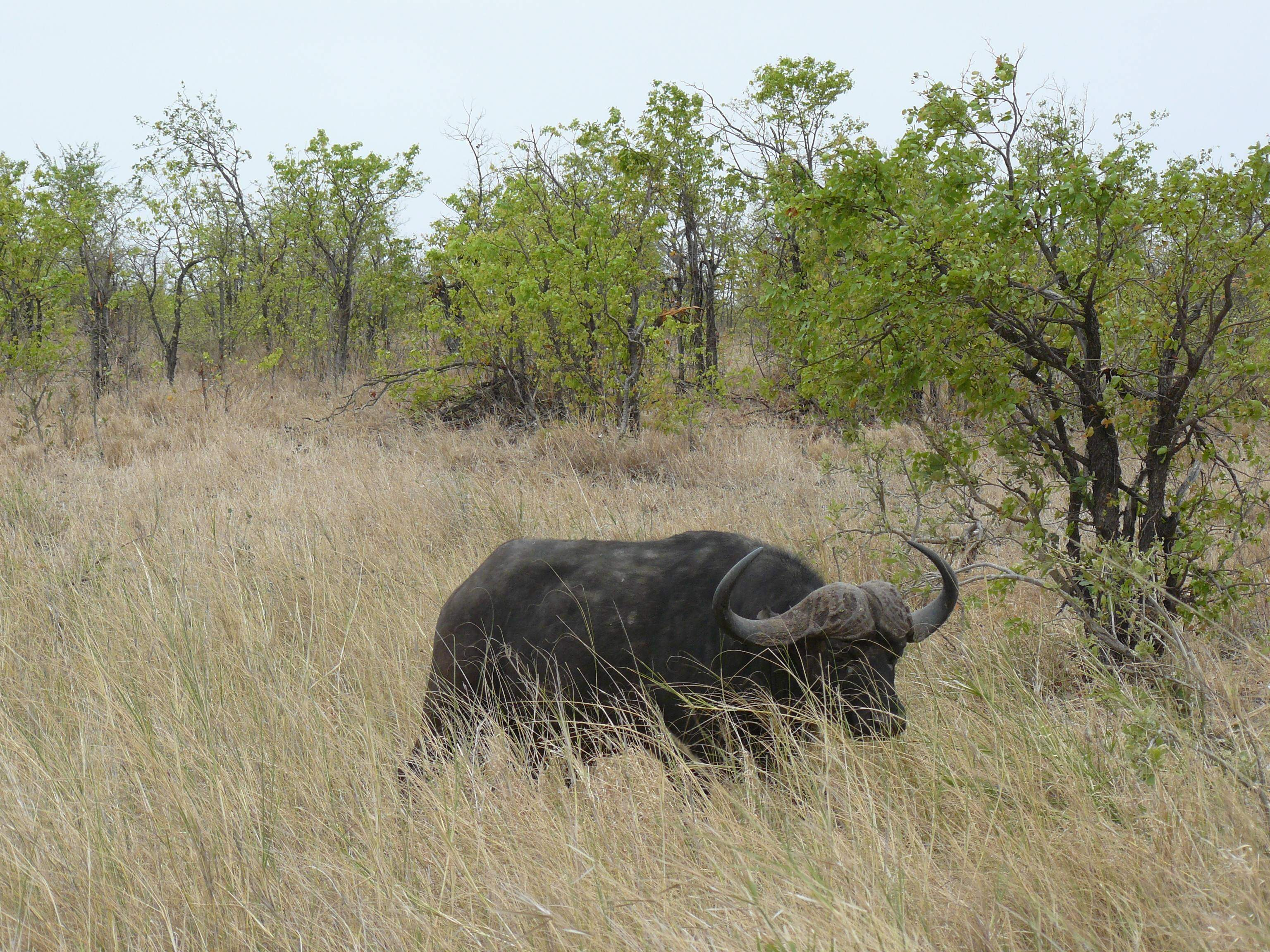
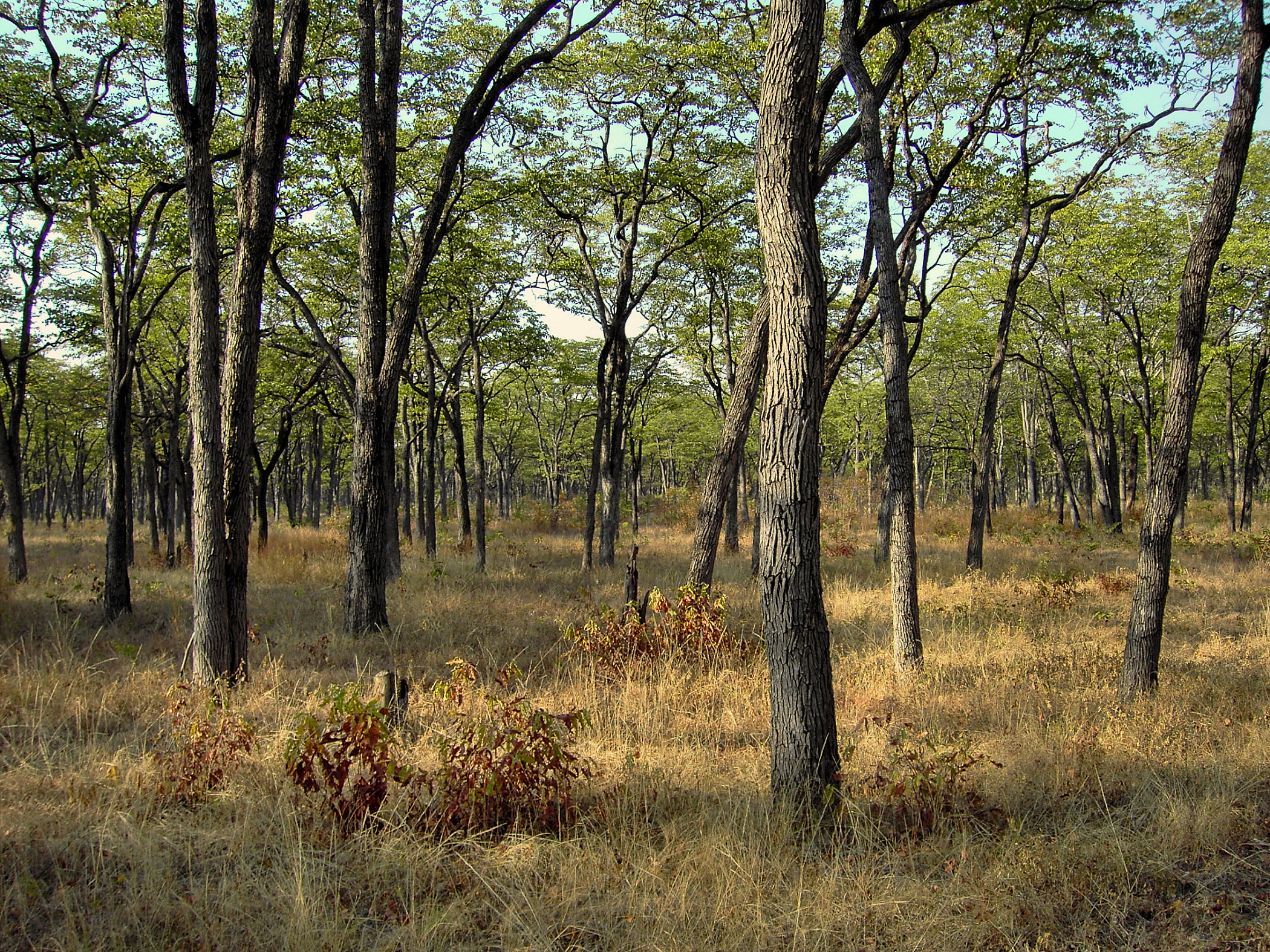
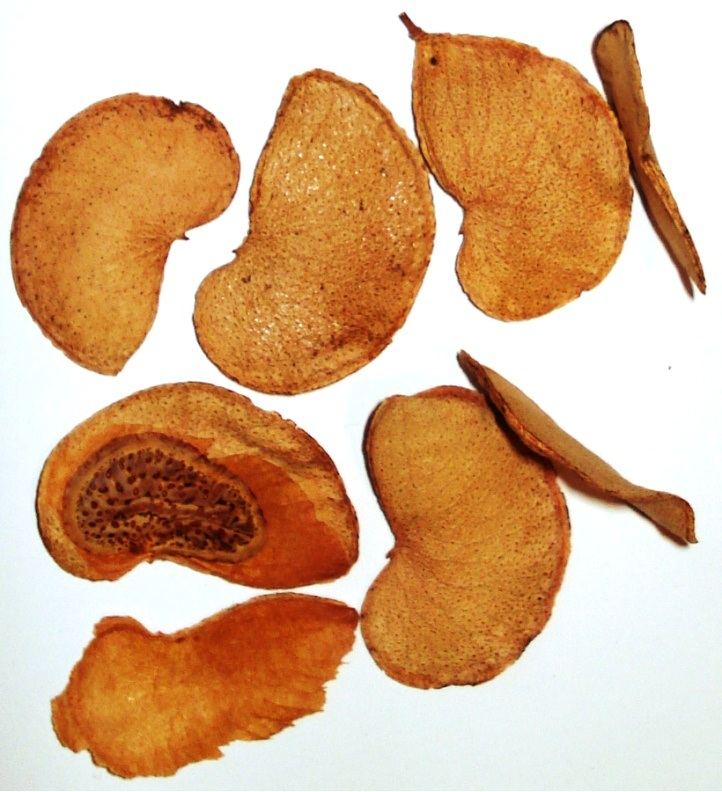
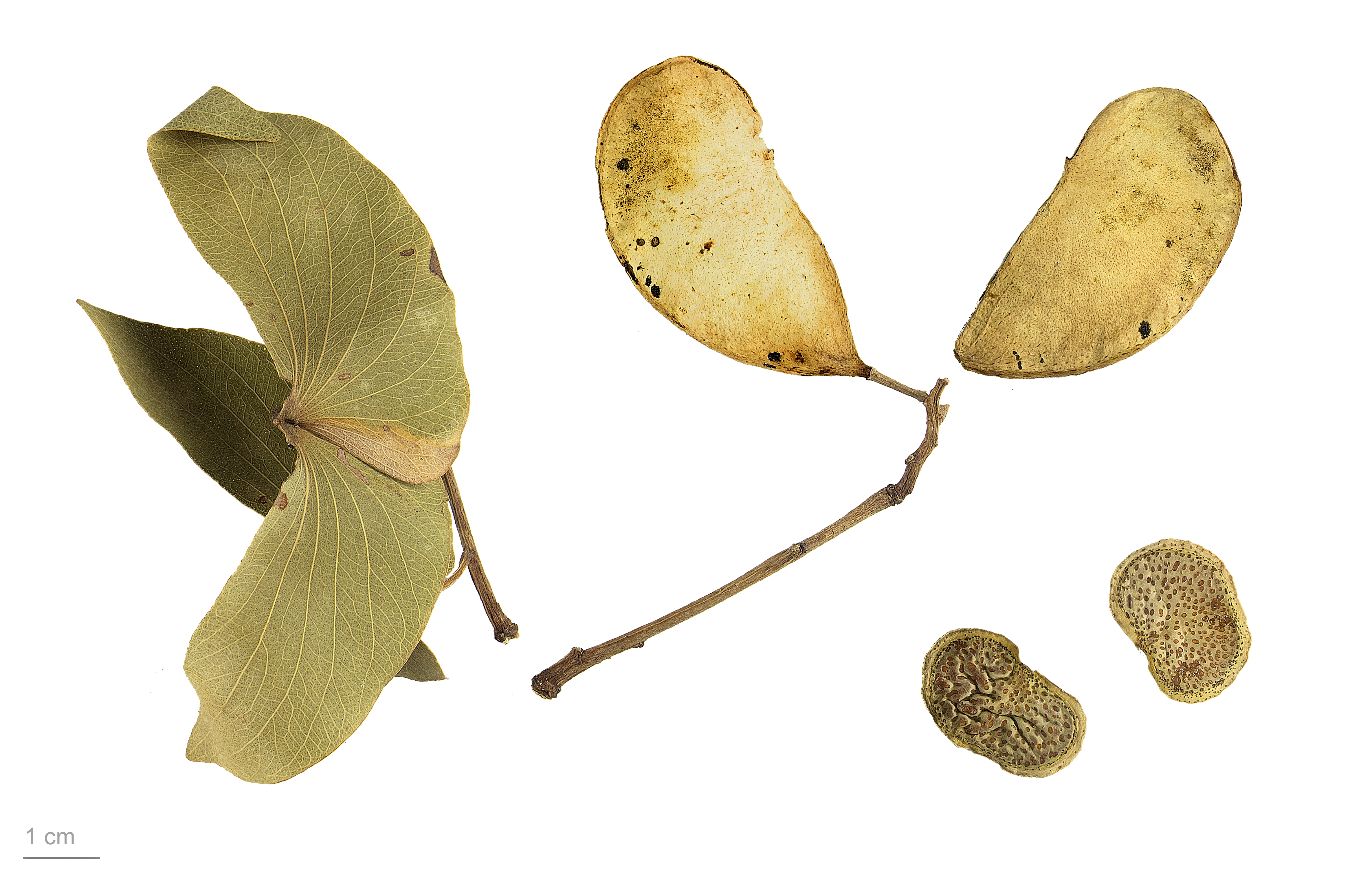
Colophospermum mopane - Museum specimen